# Arthur Saint-Léon
Pour les articles homonymes, voir Saint-Léon.

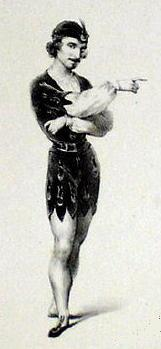
Arthur Saint-Léon (1853), gravure de Faivre.

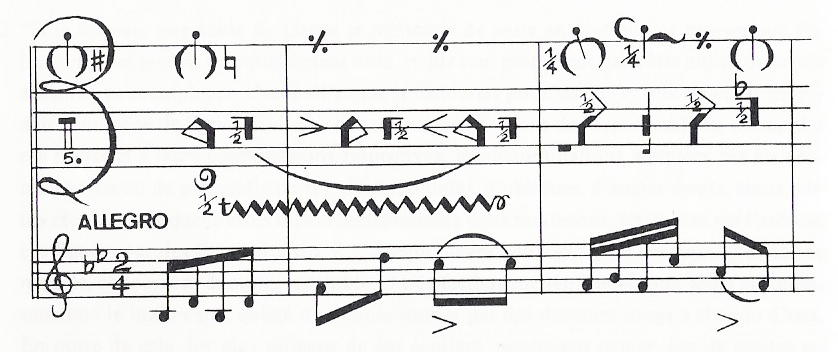
Arthur Saint-Léon, extrait de l’Alphabet des mouvements du corps humain (1852)

Arthur Saint-Léon (de son vrai nom Charles-Victor-Arthur Michel) est un danseur et chorégraphe français né à Paris 9e le 7 septembre 1821 et mort à Paris 9e le 2 septembre 1870.
Après des études de musique et de danse à Stuttgart, il vint se perfectionner à Paris sous la direction du maître de ballet Albert et commença sa carrière au théâtre de la Monnaie, à Bruxelles, où il fut engagé comme premier danseur en 1838. Il se produisit ensuite sur les plus grandes scènes européennes, de Milan à Vienne et de Londres à Paris. Interprète des ballets de Jules Perrot avec sa partenaire puis épouse Fanny Cerrito, il créa La Vivandière, à l'Opéra de Paris en 1844. Devant le succès de sa première œuvre, les créations s'enchaînent, du Violon du diable (1849) jusqu'à son chef-d'œuvre Coppélia (1870). Il succéda à Jules Perrot comme maître de ballet du ballet impérial à Saint-Pétersbourg, qui était abrité à l'époque au théâtre Bolchoï Kamenny, de 1859 à 1869, année où il laissa la place à Marius Petipa.
Saint-Léon est aussi l'auteur d'un système de notation de la danse publié en 1852 à Paris, sous le titre La Sténochorégraphie, ou l'art de noter promptement la danse.
Il est inhumé au cimetière Montmartre, 29e division, avenue de la Croix, 3e ligne. Son épouse Fanny Cerrito reposant dans la 5e division.

## Principaux ballets
- 1843 : La Vivandière (Rome)
- 1845 : Rosida ou les Mines de Syracuse (Londres)
- 1846 : Le Bal masqué (Berlin)
- 1847 : La Fille de marbre (Paris)
- 1849 : Le Violon du diable (Paris), comme danseur et violoniste
- 1850 : Stella ou les Contrebandiers (Paris)
- 1851 : Pâquerette (Paris)
- 1852 : Le Berger Aristée et les abeilles (Paris)
- 1853 : Le Lutin de la vallée (Paris)
- 1853 : Le Danseur du roi (Paris)
- 1854 : La Rosière (Lisbonne)
- 1854 : Lia la bayadère (Lisbonne)
- 1855 : La Répétition générale (Lisbonne)
- 1856 : Les Saltimbanques (Lisbonne)
- 1859 : Jovita ou les Boucaniers mexicains (Saint-Pétersbourg)
- 1860 : Graziella ou la Querelle amoureuse (Saint-Pétersbourg)
- 1861 : La Perle de Séville (Saint-Pétersbourg)
- 1863 : La Flamme d'amour (Moscou)
- 1864 : Néméa ou l'Amour vengé (Paris)
- 1864 : Le Petit Cheval bossu (Saint-Pétersbourg)
- 1865 : Il Basilico (Paris)
- 1865 : Don Zeffiro (Paris)
- 1866 : La Source (Paris)
- 1866 : Le Poisson doré (Saint-Pétersbourg)
- 1869 : Le Lys (Saint-Pétersbourg)
- 1870 : Coppélia (Paris)

## Note
1. ↑  Paris, État civil reconstitué, vue 51/51.
2. ↑  Acte de décès (avec âge et lieu de naissance) à Paris 9e, n° 1338, vue 10/31.
3. ↑  Saint-Léon, Arthur, La Sténochorégraphie, a cura di/edited by Flavia Pappacena (Chorégraphie, n. s., a. 4, n. 4, 2004), Lucca, LIM, 2006  (ISBN 88-7096-442-6).